# Acacia pseudonigrescens
Acacia pseudonigrescens är en ärtväxtart som beskrevs av John Patrick Micklethwait Brenan och James Henderson Ross. Acacia pseudonigrescens ingår i släktet akacior, och familjen ärtväxter. IUCN kategoriserar arten globalt som sårbar. Inga underarter finns listade i Catalogue of Life.